# کریستین میکولایچاک
کریستین میکولایچاک (انگلیسی: Christian Mikolajczak؛ زادهٔ ۱۵ مهٔ ۱۹۸۱) بازیکن فوتبال اهل آلمان است.
از باشگاه‌هایی که در آن بازی کرده‌است می‌توان به باشگاه فوتبال هولشتاین کیل، باشگاه فوتبال اف‌اس‌وی فرانکفورت، باشگاه فوتبال دینامو درسدن، باشگاه فوتبال هانوفر ۹۶، باشگاه فوتبال شالکه ۰۴، باشگاه فوتبال روت وایس اهلن، و باشگاه فوتبال ارتسگبیرگ آئو اشاره کرد.
وی همچنین در تیم‌های ملی فوتبال جوانان آلمان، و جوانان آلمان، و زیر ۲۱ سال آلمان بازی کرده‌است.